# Lago Manitoba
O lago Manitoba é um dos grandes lagos do continente da América do Norte, com área de 4624 km2. Localiza-se na região central da América do Norte, na província de Manitoba, Canadá, a cerca de 75 km a noroeste da capital da província, Winnipeg.

## Descrição
Este lago apresenta uma forma bastante irregular, tendo cerca de 200 km de comprimento. É o menor de um grupo de três lagos, os outros dois são o Lago Winnipeg, o maior, e o lago Winnipegosis, sendo estas formações lagunares o que resta do que uma vez foi o Lago Glaciar de Agassiz. 
Dentro do lago existe uma ilha de alguma dimensão e, muitas de pequena dimensão.
Parte substancial dos afluentes deste lago chagam através do rio Waterhen, no noroeste, sendo a sua drenagem feita a nordeste através do Rio Dauphin para o lago Winnipeg. 
Este lago é considerado parte da bacia hidrográfica do rio Nelson e da baía de Hudson.
O extremo sul do lago, 24 km a norte da cidade de Portage la Prairie, junto a Delta Marsh, é um local importante para as aves migratórias.
Aqui existem algumas comunidades, como é o caso de: Fairford, Rocha Íngreme, St. Laurent, e Amaranto.

## Bacia hidrográfica
Este lago é alimentado principalmente pelo lago Winnipegosis localizado a noroeste e que aqui chaga através do rio Waterhen, com uma contribuição média anual de (2,3 km3) e também pela precipitação que contribui com cerca de 2,2 km3. 
De 1970 a 2003, o desvio de águas contribuiu com um volume médio anual de (304.400.000 m3) vindo do rio Assiniboine. O lago Manitoba drena para nordeste para o lago Winnipeg através do rio Fairford, seguindo depois para o Lago de São Martin e depois pelo rio Dauphin. 
A vazão do rio média anual é de (2,50 km3) e a evaporação média é de 2,49 km3 por ano. A maior parte do fluxo de água provém do rio Waterhen (42% do fluxo de entrada) e a precipitação directamente sobre a superfície do lago (40%), enquanto que cerca de 50% do fluxo de saída é, por evaporação. Este fator explica a natureza salina do lago. 

## História
O nome deste lago tem origem na palavra da língua Cree - wapow manitou, ou em língua Anishinaabe manitou-bah, ambas significando "estreito de Manitou", ou "Espírito Gan", um topónimo que se refere ao que hoje é chamado de Estreito Narrows no centro do lago. Os primeiros exploradores franceses que aqui chegaram denominaram o lago como "Lac des Pradarias", literalmente: "Lago das Pradarias".
Ao longo da sua história, o lago foi povoado predominantemente pela comunidade indigna de Cree Assiniboine, uma tribo algónquica. 
Este lago chegou ao conhecimento dos povos europeus no final de 1730 e pela pessoa de Pierre Gaultier de Varennes. Ele e seus filhos viajaram de Fort La Reine, tendo percorrido a região, o Rio Saskatchewan e os seus arredores. 
Vários fortes foram estabelecidos tanto em Saskatchewan como no Lago de Cedro. Este lago também fez parte importante da rota de comércio de peles de Baía de Hudson.
Desde tempos remotos que se conta a lenda da existência nas águas deste lago de um monstro como o do Lago Ness. Esse ser mitológico é denominado pelos moradores como Manipogo.

## Pesca
As águas do lago, devido à sua riqueza em peixe, transformaram o lago num dos principais pontos de Manitoba para a indústria de pesca do local.